# مبتدیان تمام‌عیار
مبتدیان تمام‌عیار (لهستانی: Absolutni debiutanci) یک مجموعهٔ تلویزیونی درام عاشقانه لهستانی است که در سال ۲۰۲۳ منتشر شد.

## گزیدهٔ بازیگران
- مارتینا بیچکوفسکا
- پیوتر ویتکوفسکی
- کاتاژینا وارنکه
- آندژی کونوپکا
- یاکوب ویچورک
- ماچئی مالنچوک
- میخاو پیلا
- ماریوش بوناشفسکی
- آگنیشکا هولاند
- آگنیشکا اسموچینسکا
- کساوری ژووافسکی